# Team Astromega

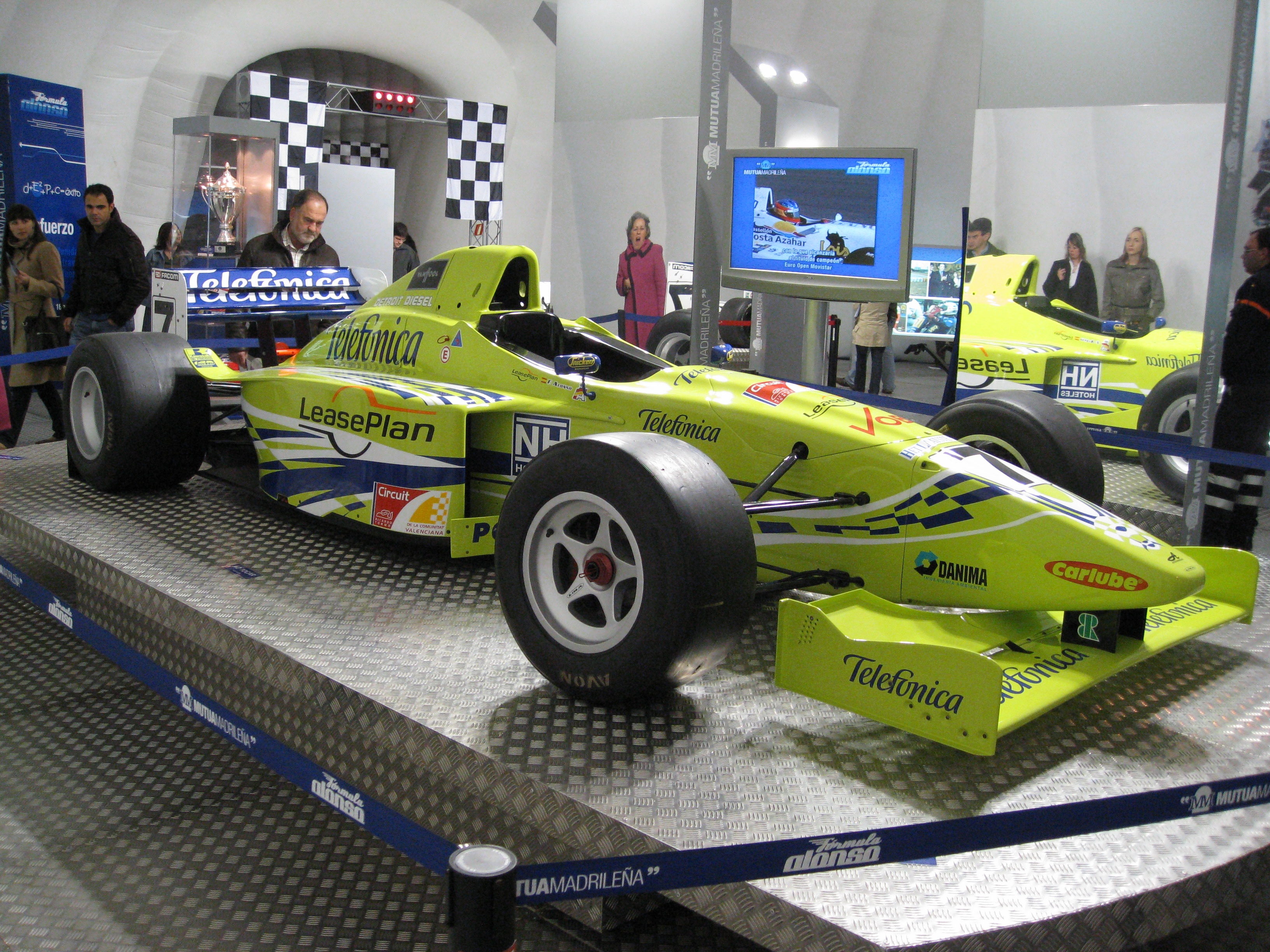
Formel-3000-Auto des Team Astromega aus dem Jahr 2000

Team Astromega ist ein belgischer Automobilsport-Rennstall. Seinen Sitz hat das Team in Heist-op-den-Berg.

## Geschichte
Das Team wurde 1995 vom damaligen belgischen Formel-3000-Rennfahrer Mikke Van Hool und seinem Vater Marcel van Hool, Sohn von Bernard van Hool, dem Gründer des belgischen Autobusherstellers van Hool, gegründet, um für Mikke nach einer durchwachsenen Saison 1994 gute Rahmenbedingungen zu schaffen. Nach einer wenig erfolgreichen Saison 1995 mit Van Hool als einzigem Fahrer, entwickelte es sich bereits 1996 als Zwei-Wagen-Team zu einem konkurrenzfähigen Mitstreiter und erreichte mit Marc Goossens zwei Rennsiege sowie den dritten Gesamtrang in der Fahrer- und Teammeisterschaft. 1998 und 1999 folgten, jeweils mit Gonzalo Rodríguez, zwei weitere dritte Gesamtpositionen in der Fahrerwertung. Bis einschließlich 2001 gewann das Team mindestens ein Rennen pro Saison. 2003 stieß Werner Gillis als „CEO“ zum Team. Nach dem Ende der Internationalen Formel-3000-Meisterschaft trat es 2005 sowie sporadisch 2006 in der Italienischen Formel 3000 bzw. Euroseries 3000 an, in der Giacomo Ricci 2005 Gesamtdritter wurde, und fungierte außerdem von 2005 bis 2009 als Rennstall des A1 Team China in der A1GP-Serie, wo der ein oder andere Achtungserfolg gelang. 2008 stattete es zudem Flamengo Rio de Janeiro und den RSC Anderlecht in der Superleague Formula aus und ermöglichte Craig Dolby sowie Anderlecht einen sechsten Platz in der Gesamtwertung.
Auch in „niederen“ Formelserien war das Team Astromega aktiv. An der von 2003 bis 2007 bestehenden belgischen Formel Renault 1.6 nahm das Team 2006 und 2007 teil und erreichte in diesen Jahren mit Craig Dolby und Karlīne Štāla die Fahrermeisterschaft, wobei letzteres als erster Titelgewinn einer Frau in einer internationalen Formelserie gilt. 2010 trat es mit Sam Dejonghe in der Formel Renault NEC an und verhalf ihm zu Gesamtrang fünf.
2008 setzte das Team als JD by Astromega mehrere Lamborghini Gallardo GT3s in der belgischen GT-Meisterschaft ein.
Mit Gastón Mazzacane (1998), Justin Wilson (1999), Fernando Alonso (2000) und Giorgio Pantano (2001) fuhren vier spätere Formel-1-Fahrer zu Formel-3000-Zeiten für Team Astromega.

## Meister
- Craig Dolby: Formel Renault 1.6 Belgium (2006)
- Karlīne Štāla: Formel Renault 1.6 Belgium (2007)